# Sumo sacerdote inca
El Villaq Umu (del quechua: Willaq Umu ‘el que tiene la palabra’‘sacerdote principal’), era el sumo sacerdote o sacerdote principal del Imperio incaico, llamado Vila Oma por los españoles. Estaba encargado del culto solar en el templo del Coricancha. No se le debe confundir con los villca uma (del quechua: Willka Uma ‘santo, sagrado/cabeza’‘Cabeza Sagrada’), sus subordinados en funciones.
Existe, sin embargo, algunas divergencias entre los cronistas acerca de su naturaleza y funciones. El padre Bernabé Cobo traduce su nombre como el “adivino o hechicero que dice” y lo describe como el supremo sacerdote de los incas. Juan de Betanzos afirma que en el templo del Coricancha tenía a su cargo el “bulto del sol” (el ídolo solar de oro), ejerciendo como su mayordomo. Cristóbal de Molina "el chileno" también afirma que era el gran sacerdote inca del culto solar y cabeza de los demás sacerdotes, y que llevaba el título de Intip Yanan, que en quechua significa el “siervo o esclavo del Sol”. Pedro Sarmiento de Gamboa, por su parte, afirma que su título era Intip Apun o “gobernador de las casas del Sol”. Otros cronistas y autores españoles lo equipararon con el papa de Roma, al considerar que era la cabeza principal de la religión incaica.
Un moderno planteamiento considera que el Villaq Umu podría haber sido el segundo en el mando del imperio después del Sapa Inca (rey inca), con quien intercambiaría papeles y funciones. Se presume que los Villaq Umu pertenecían a las panacas del Hurin o Bajo Cuzco, por lo que habrían mantenido un equilibrio de poder con las panacas del Hanan o Alto Cuzco, de las que provenían los reyes incas de la época imperial.
Algunos autores como Edmundo Guillén, cuestionan que Villaq Umu se trate de un título y consideran que en realidad sería el nombre propio del sumo sacerdote inca mencionado en las crónicas españolas como Vila Oma, el mismo que junto con Manco Inca encabezó la resistencia contra la invasión española, entre 1536 y 1540. Incluso se plantea que Vila Oma podría ser un nombre de origen puquina o aymara, que significaría “el que derrama sangre”, y que Villaq Umu habría sido una quechuización forzada y errónea del mismo.

## Etimología
Fue el Inca Garcilaso de la Vega (1609) quien difundió la versión de que el sumo sacerdote inca llevaba el título quechua de Villaq Umu o Villac Umu, y que su significado era “el adivino o hechicero que dice”. Según esta misma versión, los cronistas españoles lo escribieron como Vila Oma, creyendo que se trataba de un nombre propio.

Al Sumo Sacerdote llaman los españoles Vilaoma, habiendo de decir Villac Umu, nombre compuesto de este verbo Villa que significa decir, y de este nombre Umu, que es adivino o hechicero. Villac con la c es participio de presente; añadido el nombre Umu quiere decir el adivino o el hechicero que dice; y no declaran qué es lo que dice, dando a entender que decía al pueblo lo que como sumo sacerdote consultaba al Sol y lo que el Sol le ordenaba que dijese…
Inca Garcilaso de la Vega, Comentarios Reales de los Incas, Libro Tercero, capítulo XXII.

Según otra versión, provendría de idiomas hablados en la región del altiplano (puquina-aimara), siendo su significado literal: Wila o Vila=sangre, y Oma=agua, que se interpretaría como “el que derrama sangre”. Ello aludiría a los sacrificios sangrientos que el sumo sacerdote realizaba durante las grandes festividades.

## Elección y atributos
El sumo sacerdote inca debía ser un pariente cercano del Sapa Inca, ya sea un hermano o tío de éste. Otro requisito importante era el haber demostrado lealtad incondicional al soberano.
Era elegido por los sacerdotes mayores y por los representantes del Inca, de los amautas y aún del pueblo. Todos ellos se reunían en el Coricancha para proceder a la elección y una vez realizada esta, se tocaban trompetas y otros instrumentos musicales para anunciarla a la comunidad. El elegido era coronado con el huámpar chucu o casco en forma triangular, y se le ponía una vestimenta distintiva, que era una túnica sin mangas, que le llegaba hasta las rodillas, con chapas de oro y plata, y adornada con piedras preciosas.
Según el cronista Pedro Sarmiento de Gamboa (que tomó esta información directamente de los nobles incas), su título en el idioma quechua era de Intip Apun o “gobernador de las casas del Sol”. Por su parte, Cristóbal de Molina "el chileno", afirma que, más humildemente, se hacía llamar Intip Yanan, que en quechua significa el “siervo o esclavo del Sol”. El historiador Edmundo Guillén considera que Intip apun era el título verdadero del sumo sacerdote inca, y no Villaq Umu, que sería una quechuización forzada del nombre propio de Vila Oma.
Ejercía el cargo hasta su muerte. Su fallecimiento daba origen a un día de duelo. Era embalsamado y sepultado con mucha pompa en una sierra alta.

## Su vida cotidiana
Una versión afirma que el Villaq Umu llevaba una vida de mucha abstinencia: nunca comía carne, sino hierbas y raíces, acompañadas de pan de maíz; en su vida cotidiana usaba un vestido común, llano, que le llegaba hasta los tobillos, y encima una manta muy larga, de color negro, pardo o morado; no podía ser casado ni tener mujer sospechosa consigo. Tenía rentas copiosas en todas las provincias, pero solo usaba lo necesario para su subsistencia y el resto lo destinaba para ayudar a los menesterosos.

## Funciones
- Presidía las ceremonias religiosas dedicadas al Sol, revestido con el huámpar chucu. Una versión dice que contemplaba los movimientos de las estrellas para decidir la celebración de las fiestas.[12]
- Supervisaba la organización religiosa del Imperio incaico, nombrando a sus inmediatos subordinados, diez villcas o sacerdotes que residían en los principales centros de culto que existía en el Imperio, quienes a la vez ejercían mandato sobre los sacerdotes locales, llamados los yanavillcas.[15]
- Tenía un rol muy relevante en lo político al ejercer como consejero del Sapa Inca. En ausencia de éste, lo reemplazaba como gobernante interino. Asimismo, era la única persona en todo el Imperio con la potestad de coronar al auqui (príncipe heredero) como nuevo Inca, al fallecer el antecesor.[1]
- Basado en la suposición de que el sistema político del Imperio Inca fuera diárquico o dual (o sea dos gobernantes que ostentaban el mando a la vez, uno proveniente del Hanan Cuzco y otro del Hurin Cuzco) y que los gobernantes de Hurin Cuzco habitaran en el Templo del Sol o Coricancha, María Rostworowski ha planteado la posibilidad que el sumo sacerdote perteneciera a una de las panacas del Hurin Cuzco, mientras que el Sapa Inca provenía del Hanan Cuzco.[6] El Hanan (alto) y el Hurin (bajo) Cuzco, eran los dos grupos en que se dividía la etnia inca o cusqueña.
- De acuerdo a la tesis diárquica o dual, el Sapa Inca y el Villaq Umu compartían el poder imperial; el primero asumía el poder político y militar, y el segundo el poder religioso. No se trataría de dos monarquías paralelas, sino de una sola unificada, donde el sumo sacerdote tendría un menor rango, pero no por ello dejaba de tener enorme influencia en las decisiones imperiales.[17]

## Los sumos sacerdotes incas

### Los “ministros del sol” de la época imperial
De la época del inca Huiracocha se recuerda a un “ministro” del Coricancha llamado Topaunachiri, que dio origen a la leyenda de los soldados Pururauca que defendieron el Cuzco del ataque chanca.
En el reinado de Pachacútec se mencionan como “ministros del sol” a Apo Rupaca, auqui Challco Yupanqui y Apo Cama, que estuvieron presentes en la abdicación que hizo dicho inca en su hijo Túpac Yupanqui.
En el gobierno de Túpac Yupanqui se menciona al capitán Challko Yupanki, que actuó en la conquista del Antisuyo llevando la imagen del sol.
En la época de Huayna Cápac se menciona otra vez a Challko Yupanki, que fue destituido por el mismo inca, quien se arrogó el poder religioso, reuniendo así en sus manos todos los poderes. Ello duró hasta el final de su gobierno, cuando nombró a un “ministro del sol” que fue Cuxi Thopa Yupanki, que era su capitán y albacea. Este Cuxi Thopa fue el que ofició el sacrificio para determinar al sucesor de Huayna Cápac, y acabó muerto por los huascaristas durante la guerra civil incaica, por haber apoyado a Atahualpa.
Se mencionan también a dos sumos sacerdotes que ciñeron la mascapaycha a Huáscar: Challko Yupanki y Rupaca, lo que daría a entender un poder religioso dual o compartido. Tras la victoria de Atahualpa, estos dos pontífices fueron ejecutados por orden de dicho inca, acusados de haber coronado ilegítimamente a Huáscar.

### El Villaq Umu de la época de la conquista
El más notable de los sumos sacerdotes incas o Villaq Umus que la historia individualiza, pero de quien no se ha conservado su nombre, es el que acompañó a Manco Inca durante la guerra de reconquista contra los invasores españoles, entre los años 1536 y 1540. 
Este personaje fue llamado por los cronistas españoles Vila Oma, castellanizando lo que creían que era un nombre propio, según lo ha sostenido el Inca Garcilaso de la Vega. Pero algunos autores modernos, como Edmundo Guillén refutan esta versión, sosteniendo que Vila Oma es en realidad el nombre propio del personaje. Se basan en que los cronistas españoles (algunos de los cuales recogieron testimonios de los nobles incas), coinciden en llamarle de esa manera; uno de ellos, Cristóbal de Molina "el chileno", incluso distingue inequívocamente su nombre personal del título religioso que usaba, que según él era de Intip Yanan, que en quechua significa “siervo o esclavo del sol”.
Este Villaq Umu, en las postrimerías de la guerra civil incaica, aconsejó a los generales huascaristas y atahualpistas que dejaran sus disputas y formaran un frente común contra los invasores españoles, pues sospechaba las verdaderas intenciones de estos. Pero no fue escuchado.
Estuvo presente en la ceremonia de coronación de Manco Inca, y no fue partidario de que el joven inca se aliara a los españoles para aplastar a los generales atahualpistas, pero al final aceptó, con la esperanza de que una vez consolidada la autoridad imperial, sería fácil acabar con los extranjeros invasores, quienes no tardaron en demostrar sus verdaderas intenciones, confirmándose así sus temores. 
Mientras que Manco planeaba meticulosamente su alzamiento, el sumo sacerdote tuvo el encargo de acompañar, junto con Paullu Inca, a la expedición de Diego de Almagro a Chile, la cual terminó en fracaso, posiblemente porque el sumo sacerdote ordenaba en secreto la rebelión por donde pasara. En medio del desolado desierto sureño logró huir de Almagro y se presentó ante Manco Inca en el Cuzco, con quien llevó adelante el proyecto de reconquista, siendo nombrado capitán general del ejército imperial. 
Participó en el asedio de la ciudad de Cuzco, que fue defendida por un grupo de españoles, aliados con algunos incas traidores y con el apoyo de tropas de las diversas etnias indígenas enemigas de los incas (chachapoyas, cañaris y otros). Tras la pérdida de la fortaleza de Sacsayhuamán se fue aflojando el cerco del Cuzco, hasta que Manco y sus partidarios se retiraron hacia Vilcabamba, que se convirtió en baluarte de la resistencia inca.
Desde Vilcabamba, Manco Inca organizó nuevas expediciones destinadas a menguar al enemigo y reanimar la resistencia en diversas regiones. El Villaq Umu partió hacia el Contisuyo, o sea la región al occidente del Cuzco, en dirección al mar. Todas esas expediciones finalmente fueron derrotadas por los españoles, y se sabe que el Villaq Umu capituló hacia 1539; apresado por los españoles con otros capitanes incas, como Tisú Yupanqui, Taypi, Tanki Walpa y Urco Waranqa, fue quemado vivo con todos ellos en el valle de Yucay, a principios de 1540.

### Los últimos Villaq Umu o Intip Apun
Tras la muerte de Vila Oma, se pierde el rastro de quienes le sucedieron en el oficio, ya bajo el gobierno de los Incas de Vilcabamba. Solamente se sabe puntualmente que el príncipe Sayri Túpac ejerció como sumo sacerdotes en 1556; y posteriormente Titu Cusi Yupanqui en 1565, hasta su bautismo cristiano ocurrido en 1569. No hay más información al respecto hasta 1572, cuando al parecer ejercía dicho cargo Túpac Amaru, y después el capitán general Wallpa Yupanki, a quien los españoles arrebataron el famoso Punchau o ídolo del sol, cuando se puso fin a la resistencia de Vilcabamba. De modo que Wallka Yupanki habría sido el último sumo sacerdote inca y se dice que al ser conducido prisionero con dirección al Cuzco, murió en el camino, de dolor y tristeza.